# Frédérick Leboyer

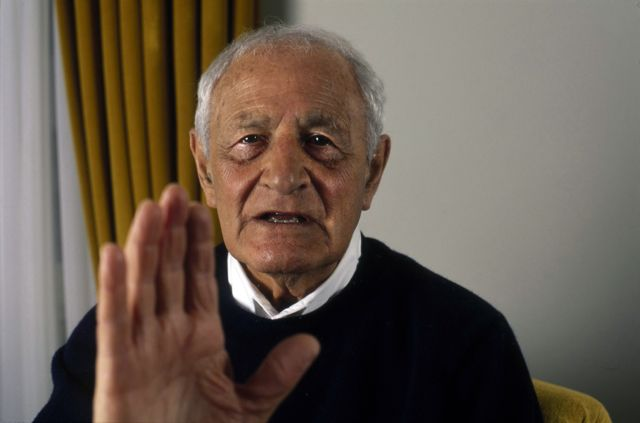
Frédérick Leboyer (1996)

Frédérick Leboyer (* 1. November 1918 in Paris; † 25. Mai 2017) war ein französischer Gynäkologe und Geburtshelfer.

## Werdegang
Leboyer war lange als Gynäkologe und Geburtshelfer in einer Pariser Klinik tätig. Er ist der Vater der sanften Geburt, die auch als Leboyer-Methode bekannt ist. In seinem 1974 publizierten Buch Geburt ohne Gewalt stellte Leboyer das Neugeborene in den Mittelpunkt und forderte, dass es sanft, liebevoll und ohne unnötigen Stress auf die Welt gebracht werden solle. Aus der Geborgenheit des Mutterleibes sollte sich das Neugeborene langsam an die körperliche Veränderung gewöhnen dürfen. Hierzu gehören folgende Maßnahmen:
- Das Neugeborene soll der Mutter auf den Bauch gelegt werden, um die Wärme zu spüren und die Herztöne der Mutter zu hören. So soll sich das Baby von den Strapazen der Geburt erholen.
- Die Nabelschnur wird nicht unmittelbar nach der Geburt durchtrennt. Dadurch soll dem Kind die Umstellung auf die selbständige Atmung leichter fallen.
- Kind und Mutter wird Zeit gegeben, sich erst einmal kennenzulernen. Danach wird das Neugeborene warm gebadet und dann zum ersten Mal an die Brust gelegt.
- Mit dem Kind soll sanft umgegangen werden, falls keine besonderen medizinischen Maßnahmen erforderlich sind.
- Das Entbindungszimmer soll besonders warm und das Licht gedämpft sein, damit sich das Kind an den Übergang gewöhnen kann.

Leboyer hat auch die im Ayurveda verwurzelte indische Babymassage (Kumara Abhyanga) in den Westen gebracht, die deswegen hier auch häufig Leboyer-Massage genannt wird.
Er lebte zuletzt als Schriftsteller in der Schweiz, wo er im Mai 2017 im Alter von 98 Jahren starb.
Leboyers Bücher werden auch vielfach zur Geburtsvorbereitung genutzt. Der von ihm propagierte sanfte, nicht medikalisierte Stil des Gebärens hat sich vor allem in Deutschland und nicht in Frankreich zum Leitbild entwickelt.

## Veröffentlichungen
- Frédérick Leboyer: Geburt ohne Gewalt – ISBN 3-46634-3321
- Frédérick Leboyer: Sanfte Hände – ISBN 3-46634-4115
- Frédérick Leboyer: Die Kunst zu atmen – ISBN 3-466-34080-2
- Frédérick Leboyer: Das Fest der Geburt
- Frédérick Leboyer: Weg des Lichts
- Frédérick Leboyer: Atmen, singen, gebären – ISBN 3-530-40191-9
- Frédérick Leboyer: Das Geheimnis der Geburt (2000; franz. Si l’enfantement m’était conté, 1996)